# Matej Lebo
Matej Lebo (Pajić Polje kod Uskoplja, 14. lipnja 1991.) je hrvatski kickboksač. Trenutačno je član KBK Benkovac i hrvatske reprezentacije.

## Karijera
Kickboxingom se počeo baviti 1999. godine. Matej je za Hrvatsku osvojio preko 100 medalja. Višestruki je osvajač prvenstva i kupa Hrvatske u kickboxingu. Također, osvajač je Svjetskog prvenstva 2011. u Umagu i Svjetskog kupa 2009. godine. Na istim natjecanjima ima po dva srebra i dvije bronce. Za godine 2004. i 2005. izabran je za najboljeg borca hrvatskog kickboxing saveza. Osvajač je mnogobrojnih turnira u Hrvatskoj i inozemstvu.
Natječe se u semi i light contactu.

## Privatni život
S ocem Milanom, hrvatskim braniteljem, majkom Stevkom i sestrama seli se iz Uskoplja u Benkovac. U Benkovcu završava osnovnu, a u Zadru Pomorsku školi.